# ذفرة شوكاء
الذفرة الشوكاء (الاسم العلمي:Cleome horrida) هي نوع من النباتات تتبع جنس الذفرة من الفصيلة الذفرية.